# Aloe hanburyana
Aloe hanburyana é uma espécie de liliopsida do gênero Aloe, pertencente à família Asphodelaceae.